# Museo de Arte de Ruth y Elmer Wellin
El Museo de Arte de Ruth y Elmer Wellin es parte del Hamilton College,  en el pueblo Clinton, estado de Nueva York. El museo fue establecido en octubre del 2012, después del cierre de la Hamilton’s Emerson Gallery (una galería).
El museo de Wellin es un museo de enseñanza que fue diseñado para permitir al visitante ver todas las funciones y aspectos de un museo, como las áreas de exhibición, archivos, almacenamiento de obras de arte, talleres de conservación, oficinas de administración y espacios de enseñanza.
Hay varias aulas para que profesores den una variedad de cursos de arte y de la historia del arte. Además, en la área de desarrollo hay cursos sobre prácticas curatoriales.

### Colección
La colección en el museo de Wellin está alojada en Archie Hall y está compuesto de una amplitud de obras de arte, oscilando de arte antiguo romano hecho de vidrio a canastas de grupos indígenas. Esta colección es una mezcla de arte bidimensional y tridimensional, y nació de donaciones y piezas prestadas de otros institutos.

### Actividad académica
El compromiso del Museo Wellin es, además de exhibir arte, enseñar a los estudiantes los aspectos importantes de las funciones cotidianas de Wellin. Los estudiantes toman puestos de docentes y frecuentemente ayudan catalogar las colecciones y a establecer las exhibiciones. Cuando hay visitas de artistas profesionales a Wellin, los estudiantes también asisten con la preparación para sus presentaciones. Los estudiantes de arte de cuarto año trabajan con el personal de Wellin para exhibir su arte. Durante este tiempo los estudiantes consultan y trabajan con el personal de Wellin con todo, desde el plano al presupuesto.

### Exhibiciones
La exhibición de arte precolombino en el Museo Wellin presenta aproximadamente 50 piezas de mesoamérica, que han existido desde el año 1250 a.C. hasta el año 1550 d.c. La mayoría de estas piezas pertenecen a las culturas maya, mexicana y peruana.
La exhibición incluye figurillas, cuencos, platos y jarras hechas de terracota y arcilla roja, marrón, y negra. Aunque no se pueda identificar a los artistas o creadores de estas obras, las obras han sido vinculadas a grupos indígenas mesoamericanos previamente identificados. Es importante tener en cuenta que estas piezas no eran necesariamente consideras arte en el momento que fueron creados. Por ejemplo, hay muchos tipos de tazones que quizás tenían otras utilidades en vez de ser valorados en términos estéticos. Estas piezas llegaron all Museo de Wellin en una manera que sería considerada moral hoy en día debido a las leyes de patrimonio. Estas piezas fueron donadas al museo Wellin por el Instituto de Arte de Munson-Williams en Utica, NY.